# Gehlsbach
Gehlsbach ist eine Gemeinde im Landkreis Ludwigslust-Parchim in Mecklenburg-Vorpommern, die am 1. Januar 2014 aus dem Zusammenschluss der Gemeinden Karbow-Vietlübbe und Wahlstorf entstand. Namengebend ist der Fluss Gehlsbach. Die Gemeinde wird vom Amt Eldenburg Lübz verwaltet.

## Geografie
Gehlsbach liegt im Süden des Landkreises Ludwigslust an der Grenze zum Landkreis Prignitz in Brandenburg, etwa 20 Kilometer östlich von Parchim, zwölf Kilometer südöstlich von Lübz und nur wenige Kilometer nordöstlich der Ruhner Berge. Der Gehlsbach teilt das Gemeindegebiet etwa in der Mitte in eine Nordhälfte mit den Ortsteilen Hof-Karbow, Karbow und Vietlübbe und eine Südhälfte mit den Ortsteilen Darß, Quaßlin, Quaßliner Mühle, Wahlstorf und Siedlung Sandkrug. Im Norden nahe dem Ortsteil Karbow wird mit 95 m über dem Meer der höchste Punkt in der Gemeinde erreicht. Etwa zehn Kilometer südlich von Gehlsbach verläuft die Bundesautobahn 24 mit der Anschlussstelle Putlitz die genau in der Mitte der Autobahnstrecke zwischen Berlin und Hamburg liegt. 
Umgeben wird Gehlsbach von den Nachbargemeinden Kritzow im Norden, Ganzlin im Osten, Putlitz im Süden, Siggelkow im Südwesten sowie Kreien im Westen.

## Geschichte
Die Gemeinde Gehlsbach entstand 2014 aus dem Zusammenschluss der Gemeinden Karbow-Vietlübbe und Wahlstorf.
Karbow-Vietlübbe wurde erstmals 1274 erwähnt, als Fürst Nikolaus I. von Werle dem Kloster Marienfließ in Stepenitz die Dörfer überließ. Die Dorfkirche Karbow soll (so Dehio) auf den Grundmauern eines Vorgängerbaus aus dem 13. Jahrhundert in der zweiten Hälfte des 15. Jahrhunderts errichtet worden sein und erneut 1604 nach einem Brand in der heutigen Form. Die neugotische Dorfkirche Vietlübbe stammt aus dem 19. Jahrhundert.
Quaßlin wurde um 1300 erstmals mit dem slawischen Namen Quarcellyn urkundlich erwähnt. Die Staatsdomäne Quaßlin wurde 1727 genannt und ab 1845 in Erbpacht vergeben. Das Pächterhaus stammte von vor 1768 und wurde nach 1975 abgerissen. 1894 war das Gut 342 ha groß. Es wurde nach 1945 aufgesiedelt.

## Politik

### Gemeindevertretung und Bürgermeister
Der Gemeinderat besteht (inkl. Bürgermeisterin) aus 8 Mitgliedern. Die Wahl zum Gemeinderat am 26. Mai 2019 hatte folgende Ergebnisse:
| Partei/Bewerber                    | Prozent | Sitze |
| ---------------------------------- | ------- | ----- |
| WG Freiwillige Feuerwehr Gehlsbach | 76,17   | 6     |
| Einzelbewerber Arning              | 11,98   | 1     |
| Die Linke                          | 11,85   | 1     |

Bürgermeisterin der Gemeinde ist Mareen Schmied, sie wurde mit 73,39 % der Stimmen gewählt.

### Wappen, Flagge, Dienstsiegel
Die Gemeinde verfügt über kein amtlich genehmigtes Hoheitszeichen, weder Wappen noch Flagge. Als Dienstsiegel wird das kleine Landessiegel mit dem Wappenbild des Landesteils Mecklenburg geführt. Es zeigt einen hersehenden Stierkopf mit abgerissenem Halsfell und Krone und der Umschrift „GEMEINDE GEHLSBACH • LANDKREIS LUDWIGSLUST-PARCHIM“.

## Sehenswürdigkeiten
- Dorfkirche Karbow, errichtet aus Feldstein- und Fachwerk
- Neugotische Dorfkirche Vietlübbe
- Kriegerdenkmal, Wahlstorf
- Dorfkirche in Darß
- Naturschutzgebiet Gehlsbachtal
- Naturschutzgebiet Quaßliner Moor

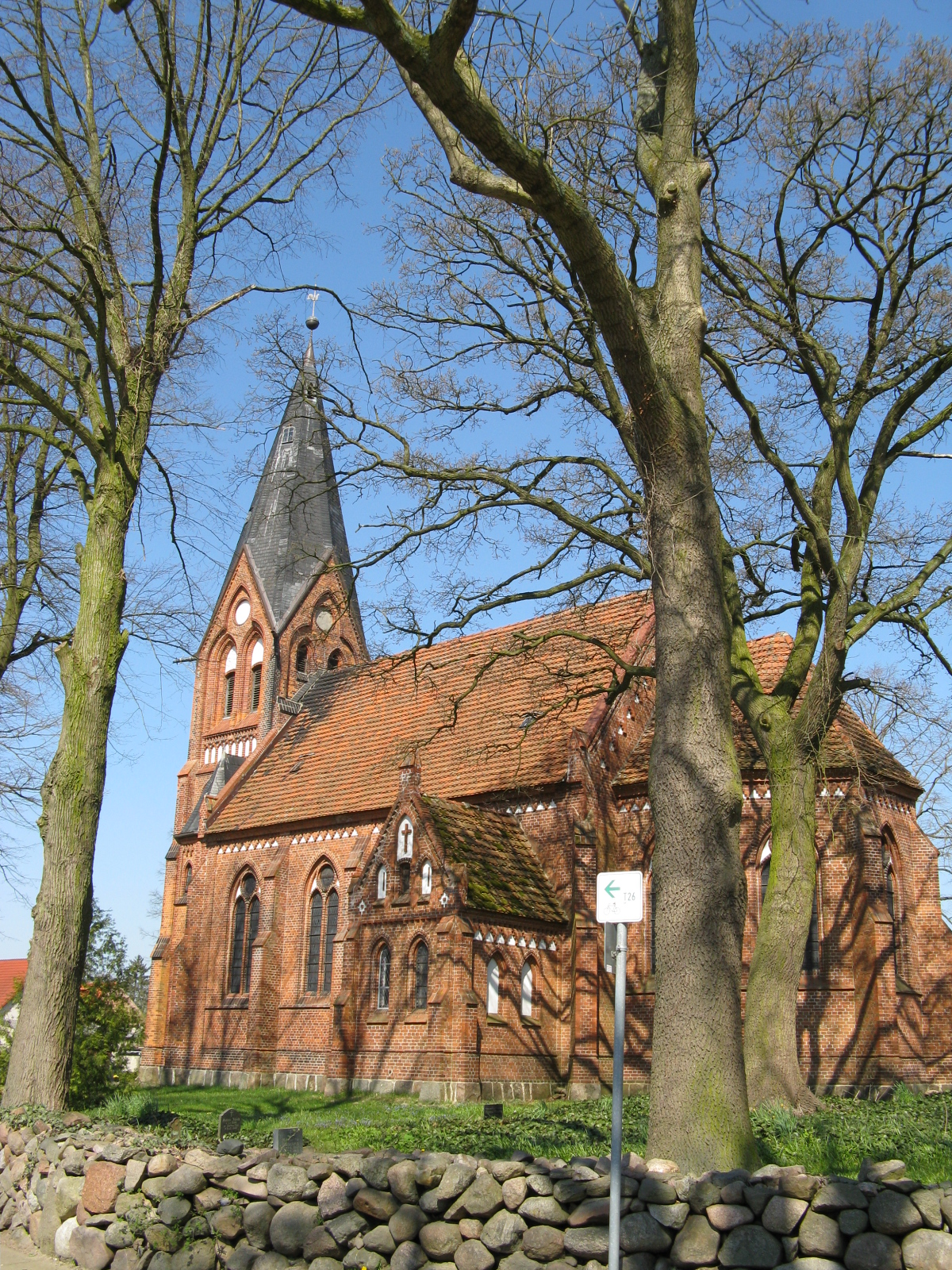
Naturschutzgebiet Marienfließ  - Kirche in Vietlübbe
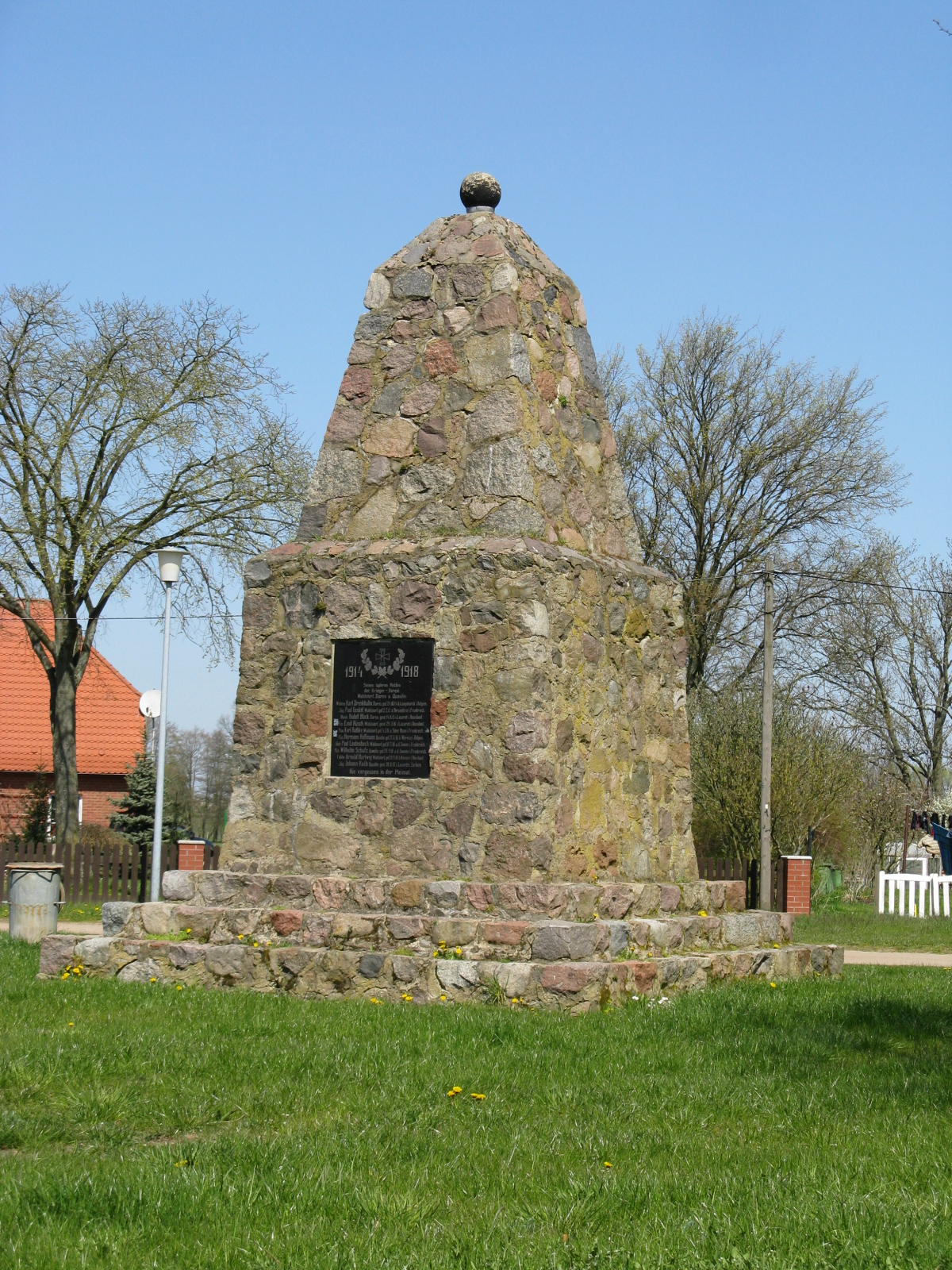
Kriegerdenkmal in Wahlstorf
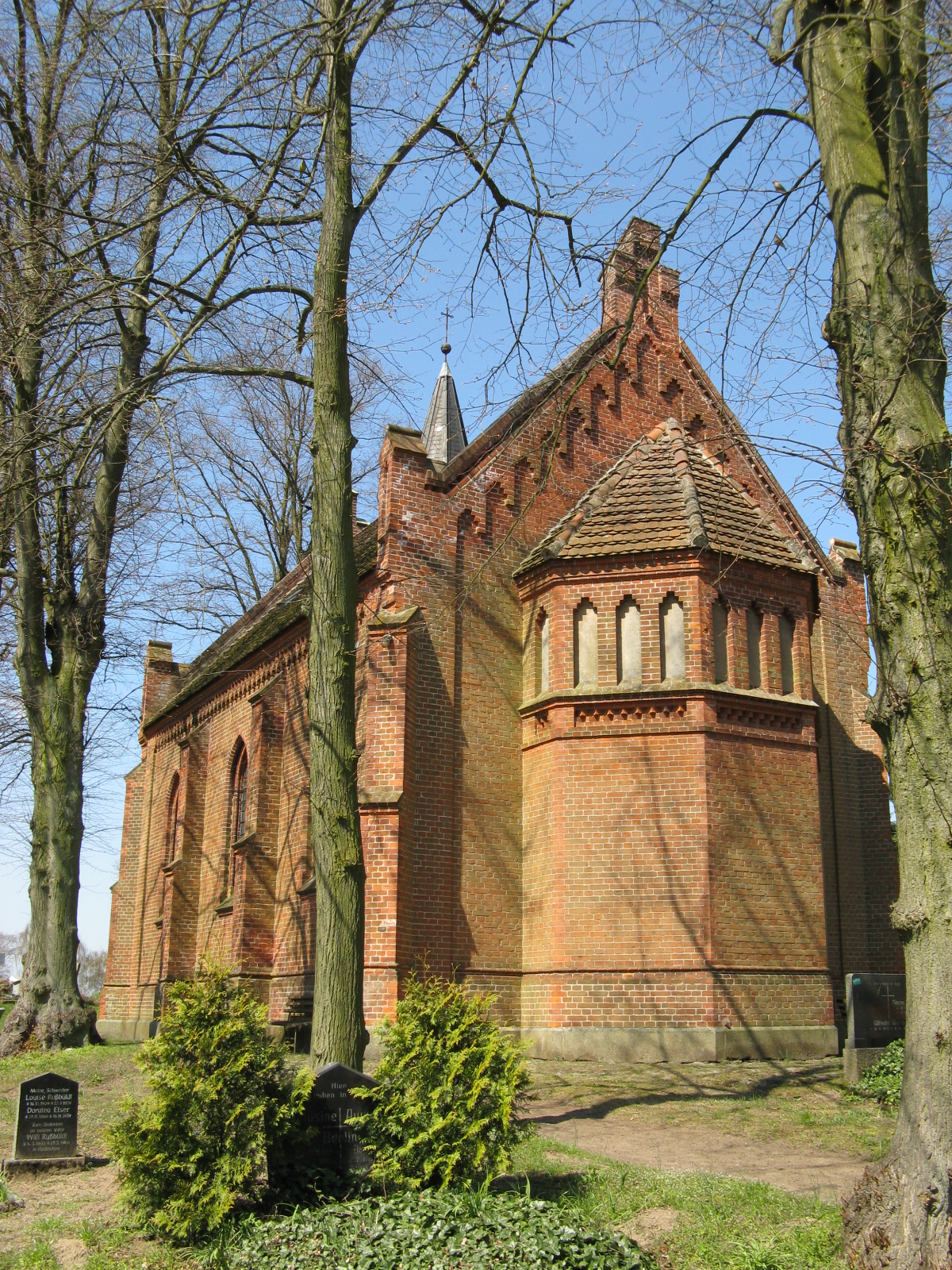
Dorfkirche in Darß
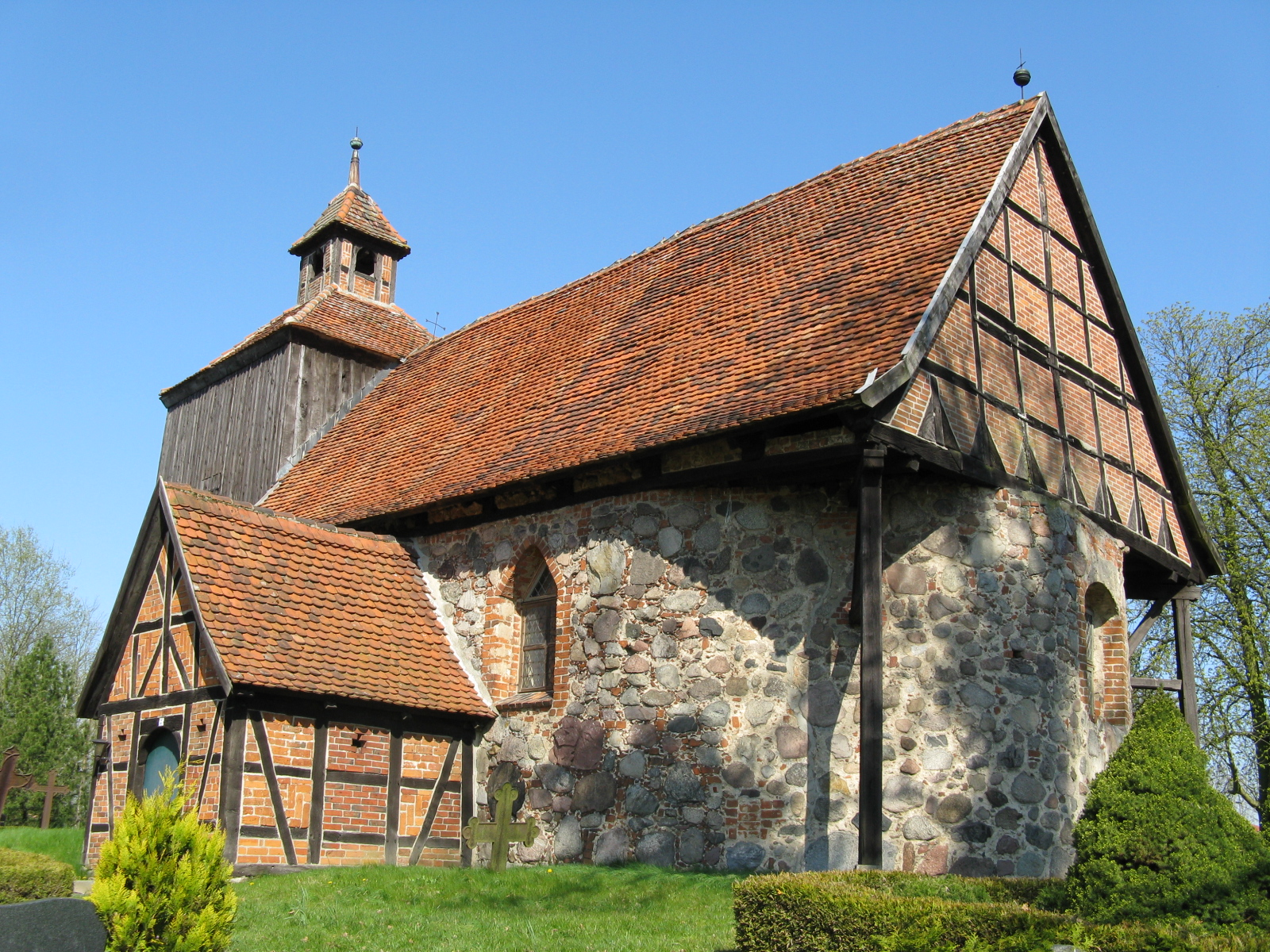
Dorfkirche in Karbow
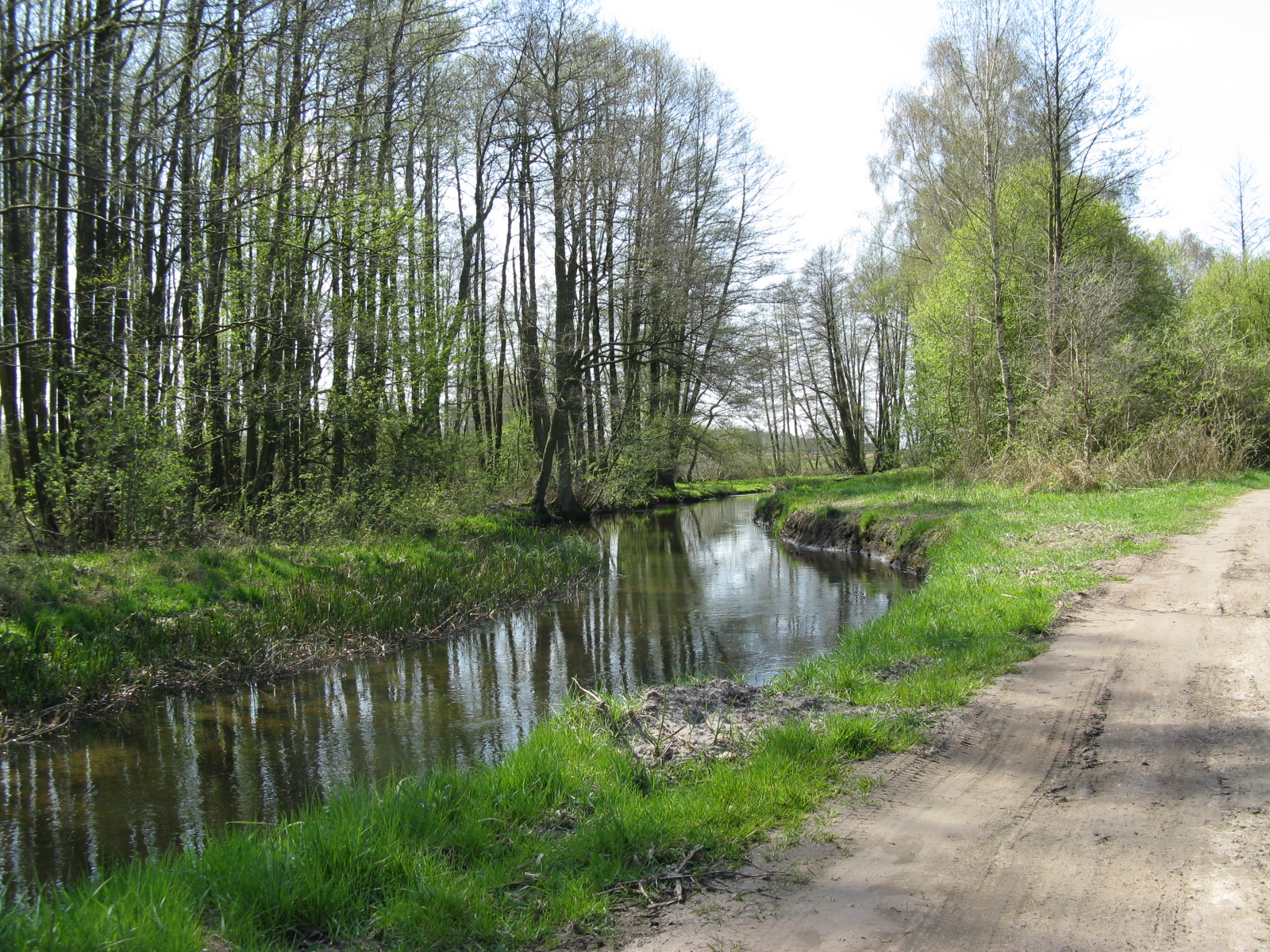
Gehlsbachtal
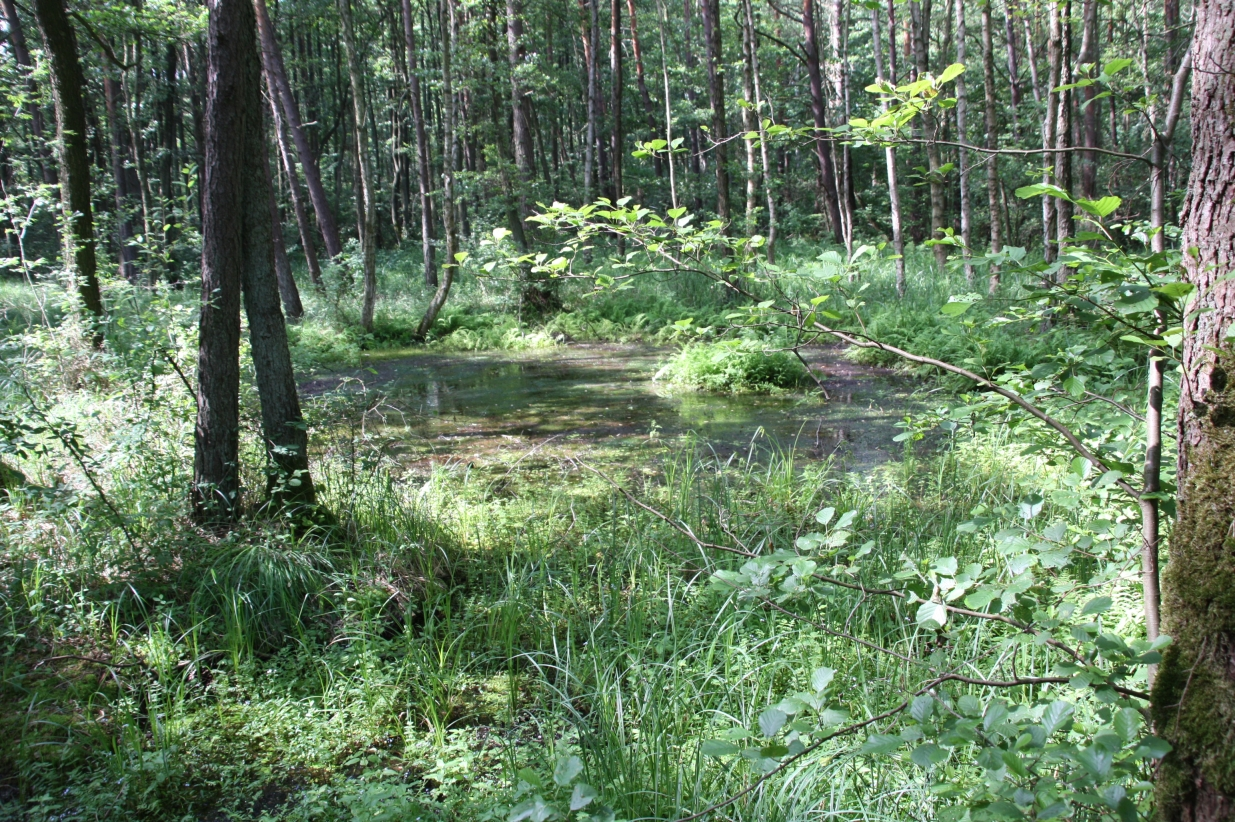
Quaßliner Moor
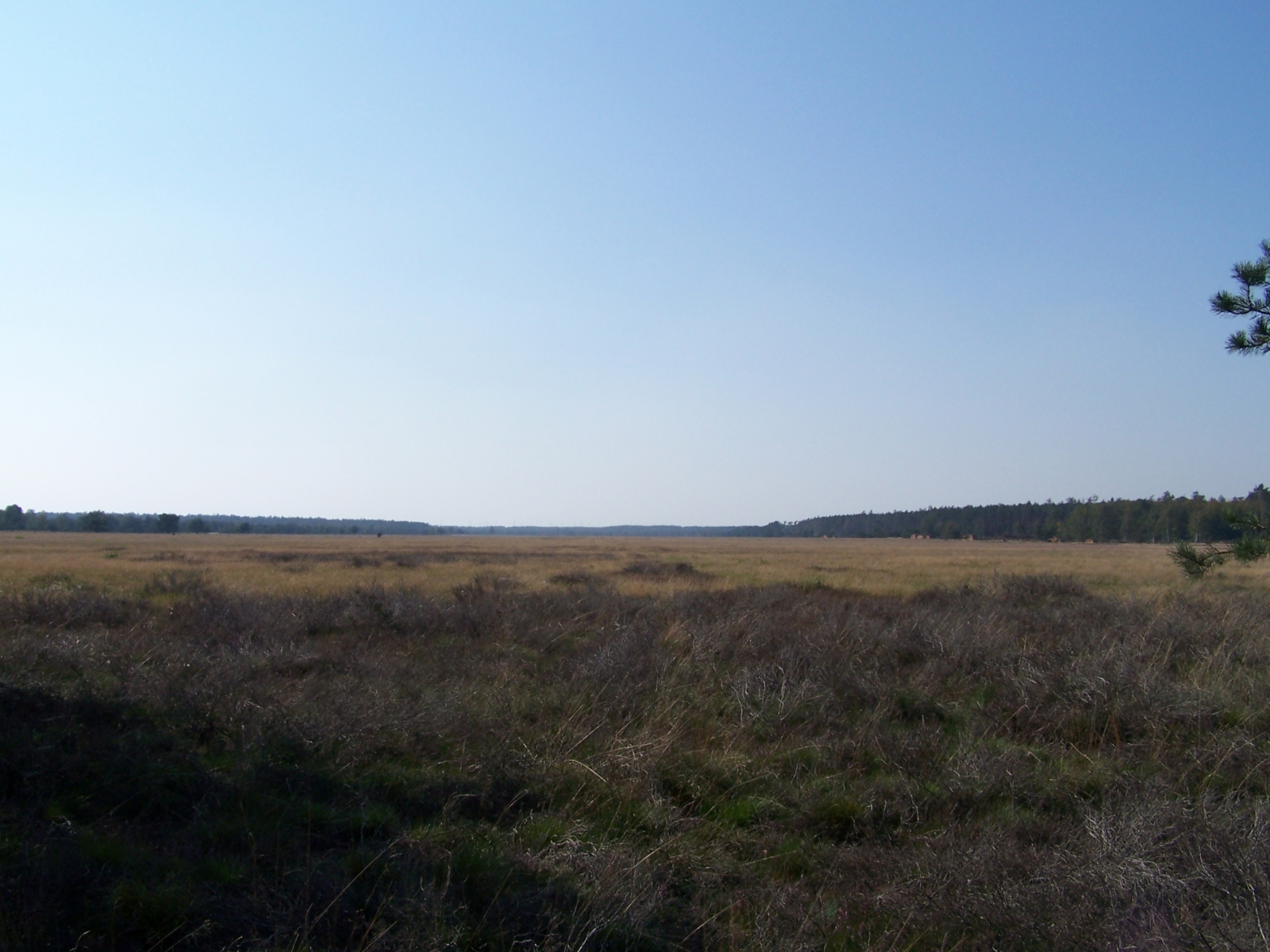
Marienfließ
  - Kriegerdenkmal in Wahlstorf
  - Dorfkirche in Darß
  - Dorfkirche in Karbow
  - Gehlsbachtal
  - Quaßliner Moor
  - Marienfließ